# Guardamar del Segura
Pour les articles homonymes, voir Segura (homonymie).
Guardamar del Segura (en castillan et en valencien) est une commune d'Espagne de la province d'Alicante dans la Communauté valencienne. Elle est située dans la comarque de la Vega Baja del Segura et dans la zone à prédominance linguistique valencienne. Sa population est de près de 17 000 habitants (2013).

## Géographie

Localisation de Guardamar del Segura
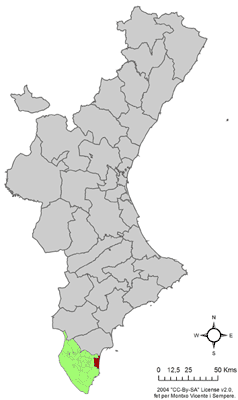
dans la Communauté valencienne.
dans la comarque de la Vega Baja del Segura.

Guardamar est situé au sud du Segura, fleuve qui se jette dans la Méditerranée dans son territoire communal. Traditionnellement appartenant à Vega Baja del Segura, mais aussi appartenant à Bajo Vinalopó pour raisons linguistiques, historiques et géographiques. Guardamar est la ville la plus méridionale des Pays Catalans. Ainsi, un dicton populaire définit les Pays catalans De Salses à Guardamar et de Fraga à Maó.

## Histoire

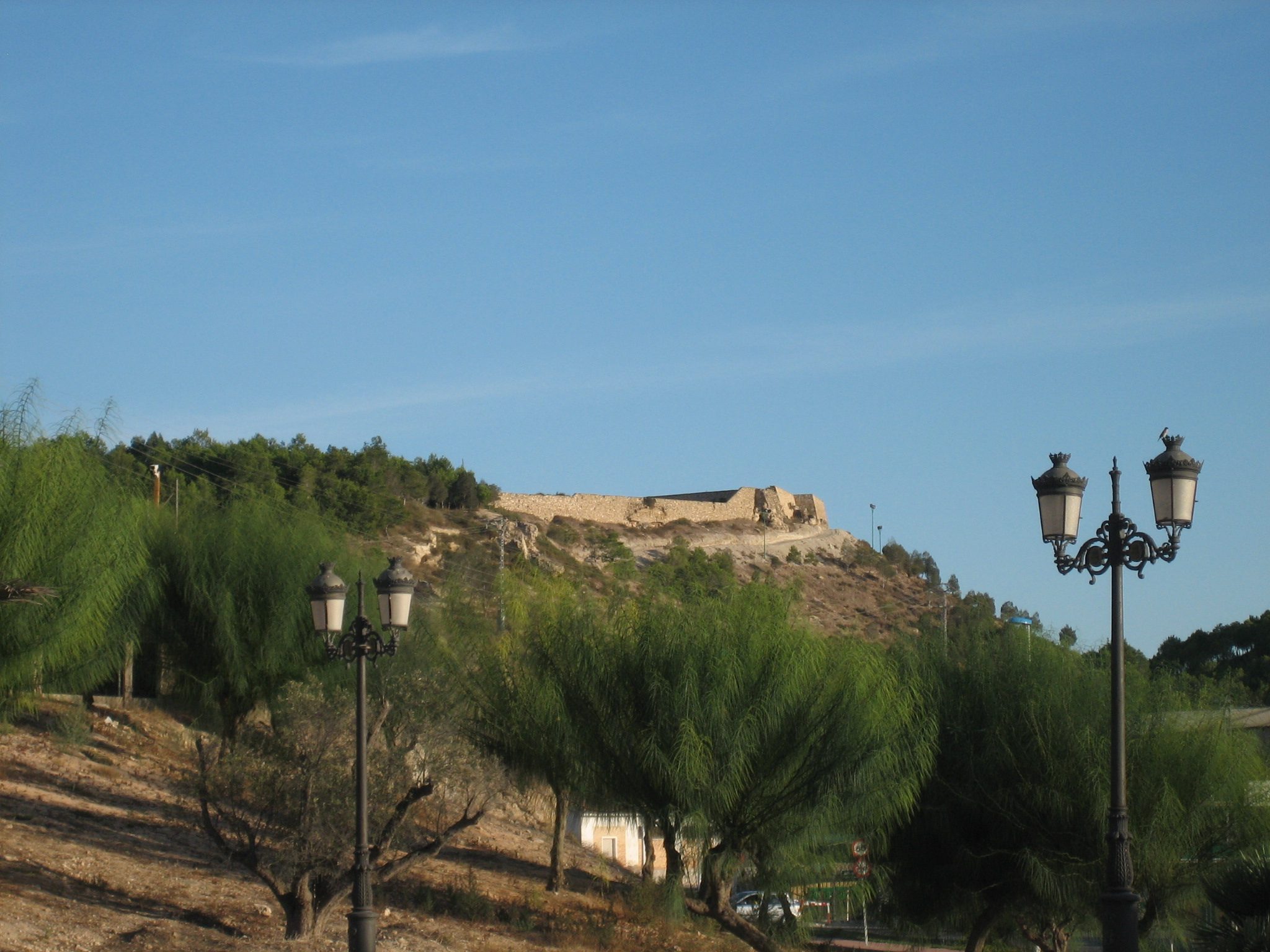
Château de Guardamar del Segura.

Guardamar possède divers restes archéologiques de la préhistoire et également de l’histoire antique. À l’époque arabe, le nom de Guardamar était probablement Almodóvar. Par la suite, vers 1244, Alphonse X a conquis la région pour la couronne de la Castille, tout en maintenant la population musulmane.

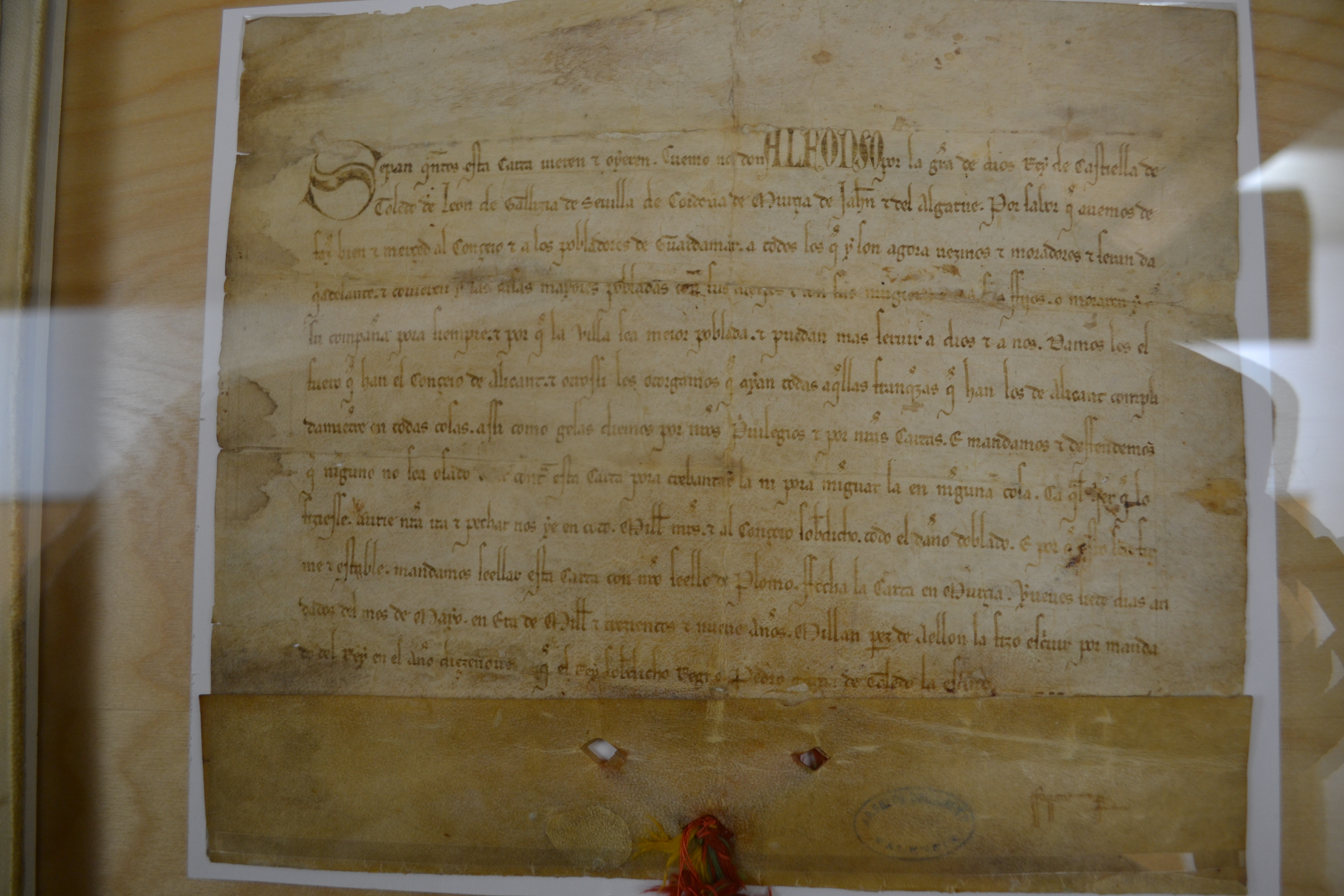
For de Guardamar del Segura (1271).

La cité peut être considérée comme l'ancienne Alônis. Certains géographes grecs décrivaient Alônis comme une crique précédée d'un îlot. D'aucuns associent ce site à la Calanque de Port d'Alon, en Basse Provence ; Toutefois, il n'y a pas d'îlot à l'entrée de cette calanque, donc cette île était plus probablement Tabarca et la crique la baie Santa Pola.
Le nom Alônis ne signifie rien de particulier en Grec ancien. Son origine est donc probablement phénicienne. Dans sa pièce intitulée Pœnulus (c’est-à-dire "Le petit Carthaginois"), le comique latin Plaute met en scène un malheureux carthaginois égaré dans Rome. Celui-ci, parlant peu la langue, s'exprime dans un sabir mélangeant phénicien et latin.
Il évoque les alonim et les alonoth, autrement dit les dieux et les déesses. "Alon" signifie "dieu".
Il y a des ruines d'usines métallurgiques à La Fonteta qui expliquent beaucoup de questions du début de la sidérurgie dans la protohistoire de la Méditerranée occidentale. En outre, on a trouvé un vaste répertoire typologique de céramiques phéniciennes : amphores, assiettes, vernis rouge, céramique grecque ancienne, et d'objets rituels comme œufs d'autruche, ivoire, etc. L'apparition d'éléments d'architecture réutilisés dans la muraille confirment l'existence d'un temple.
Les Phéniciens commercèrent avec les ibères, peuple qui habita au Cabezo Lucero.

## Sport
De nos jours Alone est le nom de l'équipe de Guardamar del Segura de football, fondé dans les années cinquante.

## Tourisme
Guardamar possède 11 km de côtes. Les différentes plages sont du nord au sud : Los Tusales, la plage Los Viveros, la plage Babilonia, la plage Centro, la plage La Roqueta, la plage du Moncayo, la plage du Campo et la plage de Las Ortigas.

## Galerie

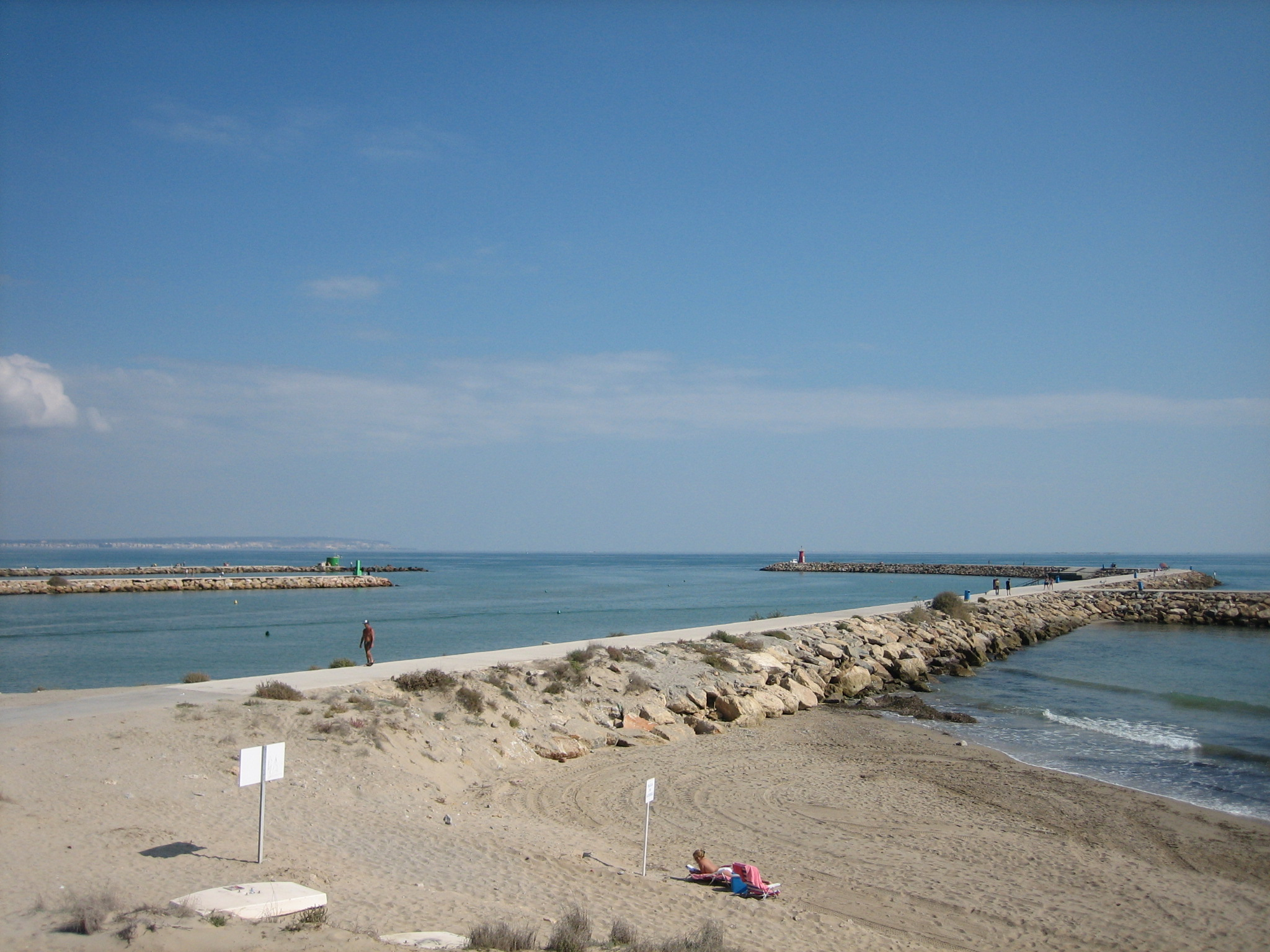
Embouchure du Segura
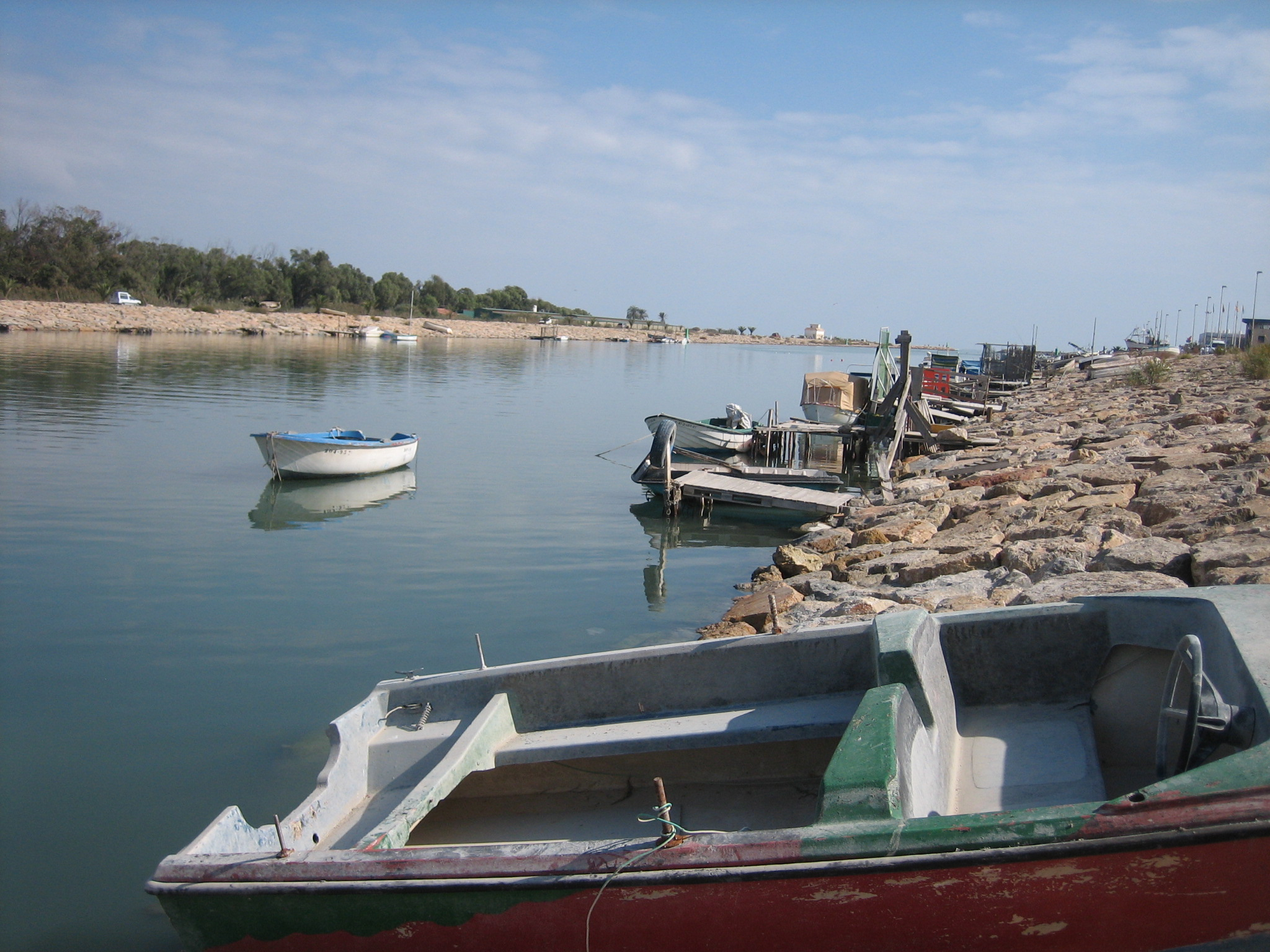
Port Traditionnel
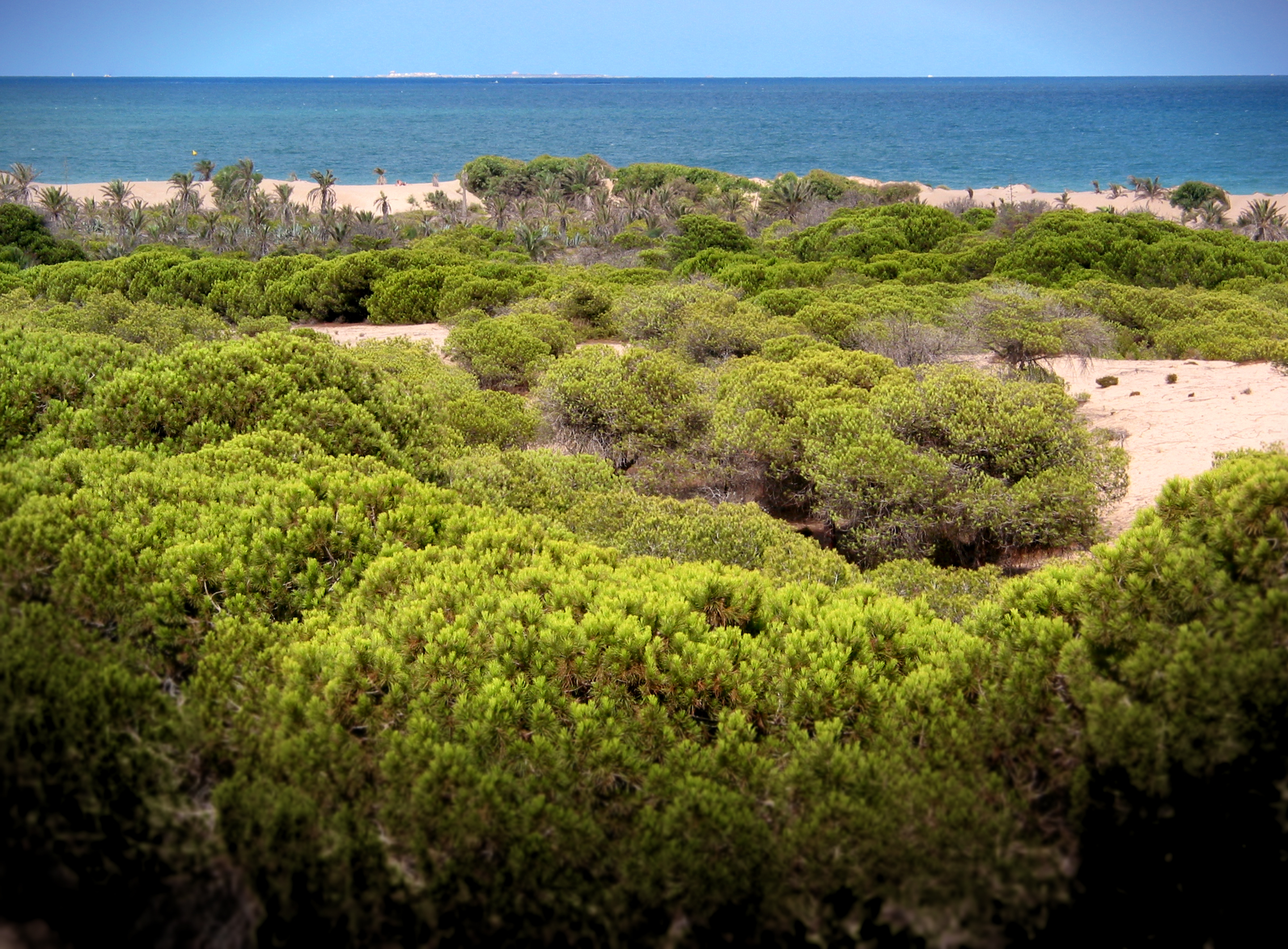
Dunes Guardamar

## Jumelage
Guardamar del Segura est jumelée avec Soissons depuis 1995.